# ヴァフスルーズニル

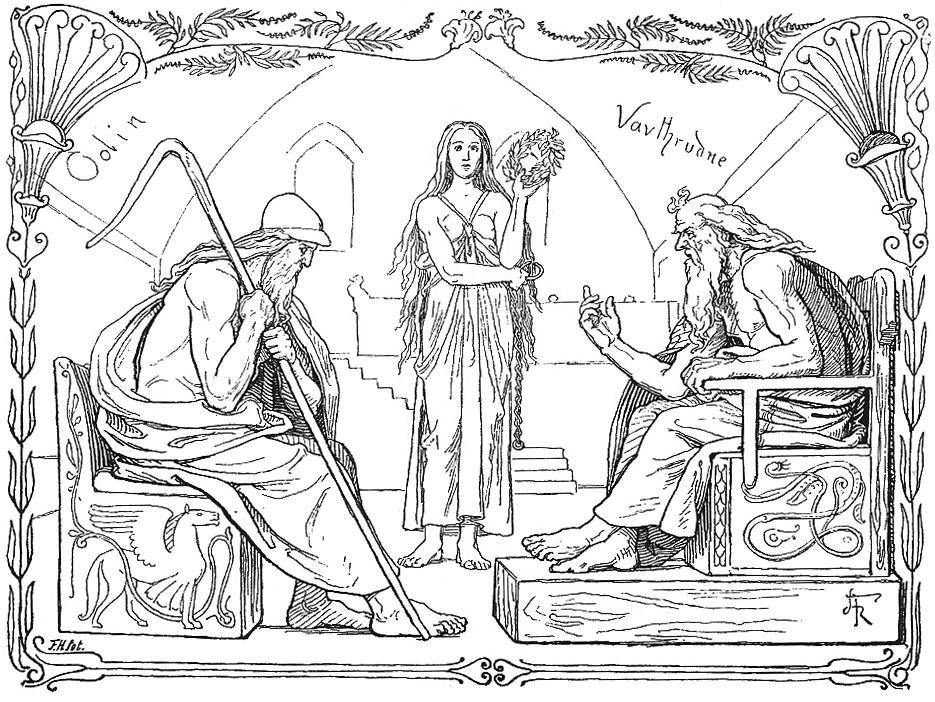
ローランス・フレーリクが描いた、オージンとヴァフスルーズニルが知恵比べをする場面。

ヴァフスルーズニル（ヴァフズルーズニル、ヴァフスルードニルとも。古ノルド語: Vafþrúðnir）は、北欧神話の原典の一つ、『古エッダ』の『ヴァフスルーズニルの言葉』に登場した巨人。知識豊富であり、命を賭けてオージンと知恵比べをした。
オージンが「最初に生まれた巨人族は一体誰なのか」と質問した時、ヴァフスルーズニルは「はるか昔に、巨人ベルゲルミルが生まれ、その力ある巨人はスルードゲルミルの息子で、アウルゲルミルの孫なのである」と答えた。しかし最終的にその知恵比べは、｢バルドルが死んだときに、私は何と息子の亡骸に声をかけるか｣と質問したオージンの勝利で終わり、ヴァフスルーズニルは命を落とす事になった。
彼は歌の中で「イームの父」と呼ばれている。